# Bill McGarry
William Harry "Bill" McGarry (født 10. juni 1927, død 15. marts 2005) var en engelsk fodboldspiller (højre half) og manager.
McGarry startede sin klubkarriere hos Port Vale i hjembyen Stoke. Her spillede han seks sæsoner inden han skiftede til Huddersfield Town. Efter ti år sluttede han som aktiv spiller af med at fungere som spillende manager for Bournemouth. Han nåede i alt at spille næsten 600 ligakampe gennem sin 18 år lange karriere.
McGarry spillede desuden fire kampe for det engelske landshold. Hans første landskamp var et opgør mod Schweiz 20. juni 1954, hans sidste en kamp mod Wales 22. oktober 1955. Han var en del af det engelske hold der deltog ved VM i 1954 i Schweiz, og spillede to af landets tre kampe i turneringen.
McGarry fungerede desuden i en årrække som manager. Efter at have startet som spillende manager hos Bournemouth var han i en årrække ansvarshavende for Wolverhampton Wanderers, og stod også i spidsen for blandt andet Newcastle United og Saudi-Arabiens landshold.